# Pont Hurault de Châlons-sur-Marne
Le Pont Hurault, anciennement pont des allées de Forêt, Grand-Pont et Pont du Jard, est situé à Châlons-en-Champagne.

## Histoire

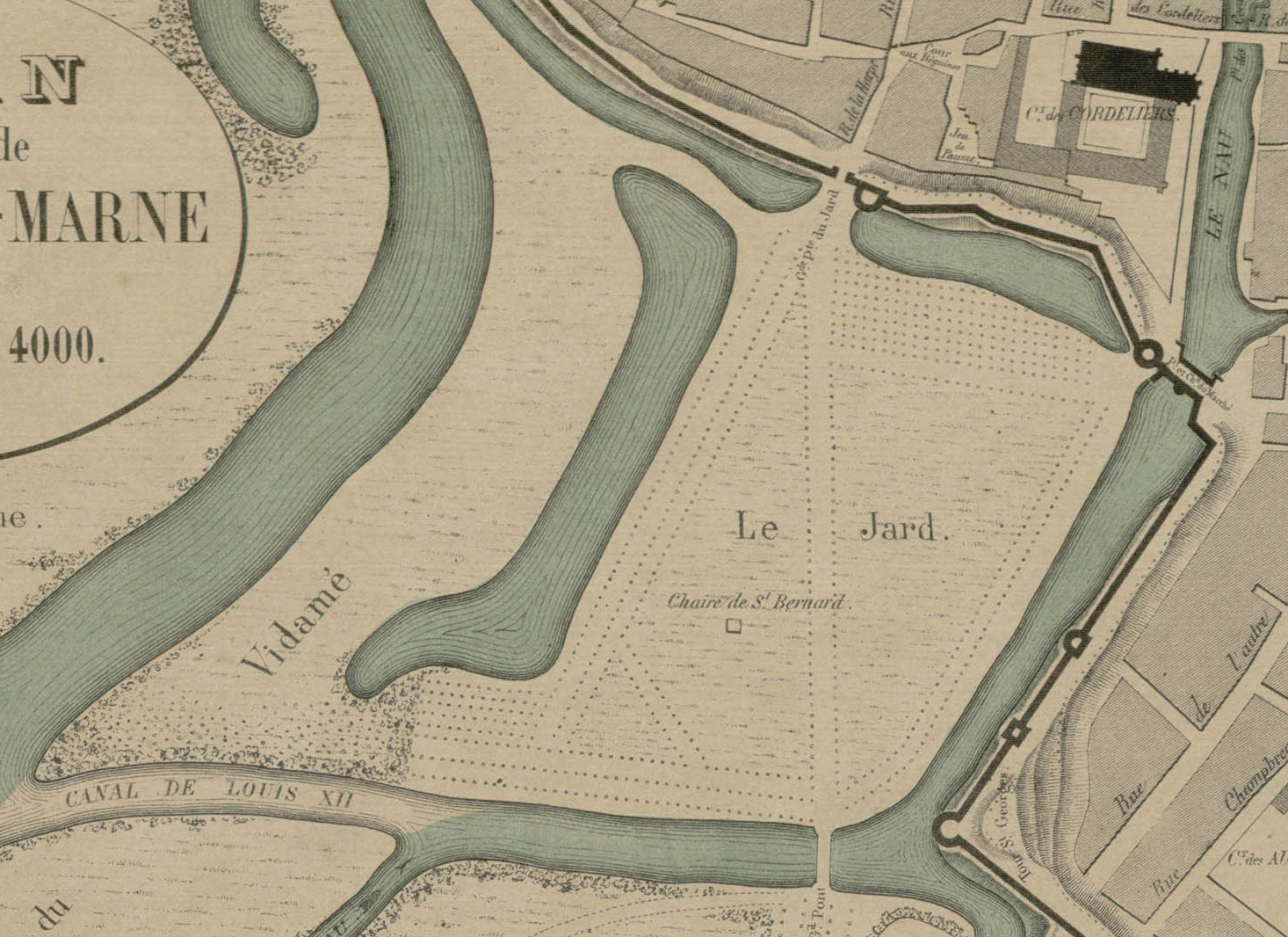
Le pont sur une carte de 1755 (en bas, à droite).

À l'origine le pont laissait passer les bateaux qui empruntaient le canal Louis XII et allait décharger au port de Chanteraine près du Château du Marché. Selon Louis Barbat, il est construit en bois vers 1511 à trois arches, ce qui laissait passer trop d'eau lors des inondations. Il est reconstruit à une arche à l'aube du XIXe siècle par Rémy-Charles Hurault de Sorbée (père de Louis Marie Charles Hurault de Sorbée), ingénieur en chef des ponts et chaussées, dont il prend le nom. Détruit en 1814, il est rétabli peu après. De nouveau détruit en 1940, son tablier est reconstruit en béton. Il fait la jonction entre le Jard et les allées de Forêt.